# 400 metres llisos
Els 400 metres llisos són una prova de velocitat mantinguda d'atletisme en la qual cada atleta corre per un dels carrers en què es divideix la pista, circumstància que implica que en la sortida no se situïn a la mateixa alçada per a evitar que els dels carrers exteriors recorrin més metres que els dels carrers interiors. Per iniciar la prova els atletes posen les botes de claus en uns estreps.
Els 400 metres llisos en la seva modalitat masculina formen part del programa oficial dels Jocs Olímpics moderns des de la seva primera edició celebrada a Atenes el 1896. La modalitat femenina no debutaria fins als Jocs celebrats el 1964 a Tòquio.

## Rècords
(actualitzat a 31-10-2024)
| Rècord            | Categoria | Marca | Atleta                | Federació            | Lloc           | Data       |
| ----------------- | --------- | ----- | --------------------- | -------------------- | -------------- | ---------- |
| Món               | Homes     | 43"03 | Wayde van Niekerk     | Sud-àfrica           | Rio de Janeiro | 14-08-2016 |
| Món               | Dones     | 47"60 | Marita Koch           | RDA                  | Canberra       | 06-10-1985 |
| Olímpic           | Homes     | 43"03 | Wayde van Niekerk     | Sud-àfrica           | Rio de Janeiro | 14-08-2016 |
| Olímpic           | Dones     | 48"17 | Marileidy Paulino     | República Dominicana | París          | 09-08-2024 |
| Campionat del Món | Homes     | 43"18 | Michael Johnson       | Estats Units         | Sevilla        | 26-08-1999 |
| Campionat del Món | Dones     | 47"99 | Jarmila Kratochvílová | Txecoslovàquia       | Hèlsinki       | 10-08-1983 |
| Europa            | Homes     | 43"44 | Matthew Hudson-Smith  | Regne Unit           | París          | 07-08-2024 |
| Europa            | Dones     | 47"60 | Marita Koch           | RDA                  | Canberra       | 06-10-1985 |
| Amèrica           | Homes     | 43"18 | Michael Johnson       | Estats Units         | Sevilla        | 26-08-1999 |
| Amèrica           | Dones     | 48"17 | Marileidy Paulino     | República Dominicana | París          | 09-08-2024 |
| Àfrica            | Homes     | 43"03 | Wayde van Niekerk     | Sud-àfrica           | Rio de Janeiro | 14-08-2016 |
| Àfrica            | Dones     | 49"10 | Falilat Ogunkoya      | Nigèria              | Atlanta        | 29-07-1996 |
| Àsia              | Homes     | 43"93 | Youssef Ahmed Masrahi | Aràbia Saudita       | Pequín         | 23-08-2015 |
| Àsia              | Dones     | 48"14 | Salwa Eid Naser       | Brunei               | Doha           | 03-10-2019 |
| Oceania           | Homes     | 44"38 | Darren Clark          | Austràlia            | Seül           | 26-09-1988 |
| Oceania           | Dones     | 48"63 | Cathy Freeman         | Austràlia            | Atlanta        | 29-07-1996 |

## Atletes amb millors marques mundials

### Millors marques masculines
(actualitzat a 31-10-2024)
| Ranking | Marca | Atleta               | Federació    | Data       | Lloc           |
| ------- | ----- | -------------------- | ------------ | ---------- | -------------- |
| 1.      | 43"03 | Wayde van Niekerk    | Sud-àfrica   | 14-08-2016 | Rio de Janeiro |
| 2.      | 43"18 | Michael Johnson      | Estats Units | 26-08-1999 | Sevilla        |
| 3.      | 43"29 | Butch Reynolds       | Estats Units | 17-08-1988 | Zúric          |
| 4.      | 43"40 | Quincy Hall          | Estats Units | 07-08-2024 | París          |
| 5.      | 43"44 | Matthew Hudson-Smith | Regne Unit   | 07-08-2024 | París          |
| 6.      | 43"45 | Jeremy Wariner       | Estats Units | 31-08-2007 | Osaka          |
| 6.      | 43"45 | Michael Norman       | Estats Units | 20-04-2019 | Torrance       |
| 8.      | 43"48 | Steven Gardiner      | Bahames      | 04-10-2019 | Doha           |
| 9.      | 43"50 | Quincy Watts         | Estats Units | 05-08-1992 | Barcelona      |
| 10.     | 43"64 | Fred Kerley          | Estats Units | 27-07-2019 | Des Moines     |

### Millors marques femenines
(actualitzat a 31-10-2024)
| Ranking | Marca | Atleta                | Federació            | Data       | Lloc     |
| ------- | ----- | --------------------- | -------------------- | ---------- | -------- |
| 1.      | 47"60 | Marita Koch           | RDA                  | 06-10-1985 | Canberra |
| 2.      | 47"99 | Jarmila Kratochvílová | Txecoslovàquia       | 10-10-1983 | Hèlsinki |
| 3.      | 48"14 | Salwa Eid Naser       | Bahrain              | 03-10-2019 | Doha     |
| 4.      | 48"17 | Marileidy Paulino     | República Dominicana | 09-08-2024 | París    |
| 5.      | 48"25 | Marie-José Pérec      | França               | 29-07-1996 | Atlanta  |
| 6.      | 48"27 | Olga Vladikina        | Unió Soviètica       | 06-10-1985 | Canberra |
| 7.      | 48"36 | Shaunae Miller-Uibo   | Bahames              | 06-08-2021 | Tòquio   |
| 8.      | 48"57 | Nickisha Pryce        | Jamaica              | 20-07-2024 | Londres  |
| 9.      | 48"59 | Taťána Kocembová      | Txecoslovàquia       | 10-10-1983 | Hèlsinki |
| 10.     | 48"63 | Cathy Freeman         | Austràlia            | 29-07-1996 | Atlanta  |

## Campions olímpics
| Jocs            | Any  |       | Atleta                   | Federació            | Marca |
| --------------- | ---- | ----- | ------------------------ | -------------------- | ----- |
| Atenes          | 1896 | Homes | Tom Burke                | Estats Units         | 54"22 |
| Atenes          | 1896 | Dones | No participaren          |                      |       |
| París           | 1900 | Homes | Maxwellw Long            | Estats Units         | 49"4  |
| París           | 1900 | Dones | No participaren          |                      |       |
| Sant Louis      | 1904 | Homes | Harry Hillman            | Estats Units         | 49"2  |
| Sant Louis      | 1904 | Dones | No participaren          |                      |       |
| Londres         | 1908 | Homes | Wyndham Halswell         | Regne Unit           | 50"0  |
| Londres         | 1908 | Dones | No participaren          |                      |       |
| Estocolm        | 1912 | Homes | Charles Reidpath         | Estats Units         | 48"2  |
| Estocolm        | 1912 | Dones | No participaren          |                      |       |
| Anvers          | 1920 | Homes | Bevil Rudd               | Sud-àfrica           | 49"6  |
| Anvers          | 1920 | Dones | No participaren          |                      |       |
| París           | 1924 | Homes | Eric Liddel              | Regne Unit           | 47"6  |
| París           | 1924 | Dones | No participaren          |                      |       |
| Amsterdam       | 1928 | Homes | Raymond Barbuti          | Estats Units         | 47"8  |
| Amsterdam       | 1928 | Dones | No participaren          |                      |       |
| Los Angeles     | 1932 | Homes | William Carr             | Estats Units         | 46"2  |
| Los Angeles     | 1932 | Dones | No participaren          |                      |       |
| Berlín          | 1936 | Homes | Archibald Williams       | Estats Units         | 46"5  |
| Berlín          | 1936 | Dones | No participaren          |                      |       |
| Londres         | 1948 | Homes | Arthur Wint              | Jamaica              | 46"2  |
| Londres         | 1948 | Dones | No participaren          |                      |       |
| Hèlsinki        | 1952 | Homes | George Rhoden            | Jamaica              | 45"9  |
| Hèlsinki        | 1952 | Dones | No participaren          |                      |       |
| Melbourne       | 1956 | Homes | Charles Jenkins          | Estats Units         | 46"7  |
| Melbourne       | 1956 | Dones | No participaren          |                      |       |
| Roma            | 1960 | Homes | Otis Davis               | Estats Units         | 44"9  |
| Roma            | 1960 | Dones | No participaren          |                      |       |
| Tòquio          | 1964 | Homes | Michael Larrabee         | Estats Units         | 45"1  |
| Tòquio          | 1964 | Dones | Betty Cuthbert           | Austràlia            | 52"0  |
| Ciutat de Mèxic | 1968 | Homes | Lee Evans                | Estats Units         | 43"8  |
| Ciutat de Mèxic | 1968 | Dones | Colette Besson           | França               | 52"0  |
| Munich          | 1972 | Homes | Vincent Matthews         | Estats Units         | 44"66 |
| Munich          | 1972 | Dones | Monika Zehrt             | RDA                  | 51"08 |
| Mont-real       | 1976 | Homes | Alberto Juantorena       | Cuba                 | 44"26 |
| Mont-real       | 1976 | Dones | Irena Szewinska          | Polònia              | 49"29 |
| Moscou          | 1980 | Homes | Víctor Markin            | Unió Soviètica       | 44"60 |
| Moscou          | 1980 | Dones | Marita Koch              | RDA                  | 48"88 |
| Los Angeles     | 1984 | Homes | Alonzo Babers            | Estats Units         | 44"27 |
| Los Angeles     | 1984 | Dones | Valerie Brisco-Hooks     | Estats Units         | 48"83 |
| Seül            | 1988 | Homes | Steve Lewis              | Estats Units         | 43"87 |
| Seül            | 1988 | Dones | Olga Brizgina            | Unió Soviètica       | 48"65 |
| Barcelona       | 1992 | Homes | Quince Watts             | Estats Units         | 43"50 |
| Barcelona       | 1992 | Dones | Marie-José Pérec         | França               | 48"83 |
| Atlanta         | 1996 | Homes | Michael Johnson          | Estats Units         | 43"49 |
| Atlanta         | 1996 | Dones | Marie-José Pérec         | França               | 48"25 |
| Sydney          | 2000 | Homes | Michael Johnson          | Estats Units         | 43"84 |
| Sydney          | 2000 | Dones | Cathy Freeman            | Austràlia            | 49"11 |
| Atenes          | 2004 | Homes | Jeremy Wariner           | Estats Units         | 44"00 |
| Atenes          | 2004 | Dones | Tonique Williams-Darling | Bahames              | 49"41 |
| Beijing         | 2008 | Homes | LaShawn Merritt          | Estats Units         | 43"75 |
| Beijing         | 2008 | Dones | Christine Ohuruogu       | Regne Unit           | 49"62 |
| Londres         | 2012 | Homes | Kirani James             | Grenada              | 43"94 |
| Londres         | 2012 | Dones | Sanya Richards           | Estats Units         | 49"55 |
| Rio de Janeiro  | 2016 | Homes | Wayde van Niekerk        | Sud-àfrica           | 43"03 |
| Rio de Janeiro  | 2016 | Dones | Shaunae Miller-Uibo      | Bahames              | 49"44 |
| Tòquio          | 2020 | Homes | Steven Gardiner          | Bahames              | 43"85 |
| Tòquio          | 2020 | Dones | Shaunae Miller-Uibo      | Bahames              | 48"36 |
| París           | 2024 | Homes | Quincy Hall              | Estats Units         | 43"40 |
| París           | 2024 | Dones | Marileidy Paulino        | República Dominicana | 48"17 |

## Campions mundials
| Seu       | Any  |       | Atleta                   | Federació            | Marca |  |  |
| --------- | ---- | ----- | ------------------------ | -------------------- | ----- |  |  |
| Hèlsinki  | 1983 | Homes | Bert Cameron             | Jamaica              | 45"05 |  |  |
| Hèlsinki  | 1983 | Dones | Jarmila Kratochvílová    | Txecoslovàquia       | 47"99 |  |  |
| Roma      | 1987 | Homes | Thomas Schönlebe         | RDA                  | 44"33 |  |  |
| Roma      | 1987 | Dones | Olga Brizgina            | Unió Soviètica       | 49"38 |  |  |
| Tokio     | 1991 | Homes | Antonio Pettigrew        | Estats Units         | 44"57 |  |  |
| Tokio     | 1991 | Dones | Marie-José Pérec         | França               | 49"13 |  |  |
| Stuttgart | 1993 | Homes | Michael Johnson          | Estats Units         | 43"65 |  |  |
| Stuttgart | 1993 | Dones | Jearl Miles              | Estats Units         | 49"82 |  |  |
| Göteborg  | 1995 | Homes | Michael Johnson          | Estats Units         | 43"39 |  |  |
| Göteborg  | 1995 | Dones | Marie-José Pérec         | França               | 49"28 |  |  |
| Atenes    | 1997 | Homes | Michael Johnson          | Estats Units         | 43"39 |  |  |
| Atenes    | 1997 | Dones | Cathy Freeman            | Austràlia            | 49"77 |  |  |
| Sevilla   | 1999 | Homes | Michael Johnson          | Estats Units         | 43"18 |  |  |
| Sevilla   | 1999 | Dones | Cathy Freeman            | Austràlia            | 49"67 |  |  |
| Edmonton  | 2001 | Homes | Avard Moncur             | Bahames              | 44"64 |  |  |
| Edmonton  | 2001 | Dones | Amy Mbacke Thiam         | Senegal              | 49"86 |  |  |
| París     | 2003 | Homes | Jerome Young             | Estats Units         | 44"50 |  |  |
| París     | 2003 | Dones | Ana Guevara              | Mèxic                | 48"89 |  |  |
| Hèlsinki  | 2005 | Homes | Jeremy Wariner           | Estats Units         | 43"93 |  |  |
| Hèlsinki  | 2005 | Dones | Tonique Williams-Darling | Bahames              | 49"55 |  |  |
| Osaka     | 2007 | Homes | Jeremy Warimer           | Estats Units         | 43"45 |  |  |
| Osaka     | 2007 | Dones | Christine Ohuruogu       | Regne Unit           | 49"61 |  |  |
| Beijing   | 2009 | Homes | LaShawn Merritt          | Estats Units         | 44"06 |  |  |
| Beijing   | 2009 | Dones | Sanya Richards           | Estats Units         | 49"00 |  |  |
| Daegu     | 2011 | Homes | Kirani James             | Grenada              | 44"60 |  |  |
| Daegu     | 2011 | Dones | Amantle Montsho          | Botswana             | 49"56 |  |  |
| Moscou    | 2013 | Homes | LaShawn Merritt          | Estats Units         | 43"74 |  |  |
| Moscou    | 2013 | Dones | Christine Ohuruogu       | Regne Unit           | 49"41 |  |  |
| Pequín    | 2015 | Homes | Wayde van Niekerk        | Sud-àfrica           | 43"48 |  |  |
| Pequín    | 2015 | Dones | Allyson Felix            | Estats Units         | 49"26 |  |  |
| Londres   | 2017 | Homes | Wayde van Niekerk        | Sud-àfrica           | 43"98 |  |  |
| Londres   | 2017 | Dones | Phyllis Francis          | Estats Units         | 49"92 |  |  |
| Doha      | 2019 | Homes | Steven Gardiner          | Bahames              | 43"48 |  |  |
| Doha      | 2019 | Dones | Salwa Eid Naser          | Brunei               | 48"14 |  |  |
| Eugene    | 2022 | Homes | Michael Norman           | Estats Units         | 44"29 |  |  |
| Eugene    | 2022 | Dones | Shaunae Miller-Uibo      | Bahames              | 49"11 |  |  |
|           |      |       |                          |                      |       |  |  |
| Budapest  | 2023 | Homes | Antonio Watson           | Jamaica              | 44"22 |  |  |
| Budapest  | 2023 | Dones | Marileidy Paulino        | República Dominicana | 48"76 |  |  |